# Lukrecja (imię)
Lukrecja – imię żeńskie pochodzenia łacińskiego. Wywodzi się od nazwiska rzymskiego rodu Lukrecjuszów. 
Patronką tego imienia jest św. Lukrecja, męczennica z Meridy.
Lukrecja imieniny obchodzi: 7 czerwca, 11 sierpnia i 23 listopada.

## Znane osoby noszące imię Lukrecja
- Lukrecja – legendarna postać z VI wieku p.n.e.
- Lucrezia Barberini (1628–1699) – włoska szlachcianka, księżna Modeny i Reggio od 1654
- Lukrecja Borgia (1480–1519) – córka kardynała Rodriga Borgii, późniejszego papieża Aleksandra VI, księżna Ferrary
- Lucretia Maria Davidson (1808–1825) – poetka amerykańska
- Lucretia Garfield (1832–1918) – żona prezydenta Stanów Zjednoczonych Jamesa Garfielda i w 1881 roku amerykańska pierwsza dama
- Lucrezia Marinella (1571–1653) – włoska poetka i pisarka
- Lucrecia Martel (ur. 1966) – argentyńska reżyserka i scenarzystka filmowa
- Lukrecja Medycejska (1545–1561) – księżniczka florencka, od 1559 księżna Ferrary, Modeny i Reggio
- Lucretia Mott (1793–1880) – amerykańska sufrażystka i abolicjonistka
- Lucrezia Tornabuoni (1425–1482) – włoska arystokratka i poetka